# Кукавичје хеширање
Кукавичје хеширање је шема у програмирању за решавање хеш судара вредности хеш функција у табели, са најгорим случајем константног проналажења времена.
Назив потиче од понашања неких врста кукавице, где женка кукавице гура друга јаја или младе из гнезда када се излегну; аналогно, убацивање новог кључа у кукавичјој хеш табели може померити старији кључ на неко друго место у табели.

## Историја
Кукавичји хешинг су први описали Расмуш Паг (енгл. Rasmus Pagh) и Флемминг Фрих Родлер (енгл. Flemming Friche Rodler) у 2001.

## Теорија
Основна идеја је да користите две хеш функције, уместо само једне. Ово обезбеђује две могуће локације у хеш табели за сваки кључ. У једном од најчешће коришћених варијанти алгоритма, хеш табела је подељена на две мање табеле једнаке величине и свака хеш функција даје индекс у једној од ове две табеле.
Када се убаци нови кључ, користи се похлепни алгоритам. Нови кључ се убацује у једну од своје две могуће локације, " избацивање " , то је, померање, било којег кључа који се већ можда налази на тој локацији. Овај померен кључ се онда убацује у своју алтернативну локацију, поново избацује било који кључ који се тамо налази, докле год се не нађе упражњено место, или ће поступак ући у бесконачну петљу. У другом случају, хеш табела је обновљена на месту помоћу нове хеш функције.
Нема потребе да се алоцира нова табела за поновно хеширање. Једноставно можемо проћи кроз табеле бришући и извршити уобичајену процедуру убацивања на свим кључевима који нису нађени на својим намењеним местима у табели .
- Pagh & Rodler, "Cuckoo Hashing"
Претрага захтева преглед од само две локације у хеш табели, који у најгорем случају (погледати Велико О нотацију) временски траје константно. Ово је у супротности са многим другим алгоритмима хеш табела, који не могу да имају стални најгори случај везан за време да уради претрагу.
Такође се показало да су уметања успела у очекиваном константном времену, чак разматрајући могућност обнављања табела, докле год се број кључева држи испод половине капацитета хеш табеле, тј, фактор оптерећења је испод 50%. Један метод доказивања овога користи теорију случајних графова: један може формирати неусмерене графове под називом „Кукавичји граф“ који има највишу тачку за сваку локацију хеш табеле и ивицу за сваку хеш вредност, са крајњим тачкама ивице које су две могуће локације вредности. Онда, похлепни алгоритам убацивања за додавање скупа вредности у кукавичкој хеш табели успева, ако и само ако кукавичји граф за овај скуп вредности је графикон са највише једним циклусом у сваким од његових повезаних компоненти; као сваки подграф индуковане највише тачке са више ивица него чворова одговара скупу кључева за које постоје недовољан број слотова у хеш табели. Ово својство је тачно са великом вероватноћом за случајан граф у коме је број ивица мањи од половине броја чворова.

## Пример
Задате хеш функције:
{\displaystyle h\left(k\right)=k\mod 11}

{\displaystyle h'\left(k\right)=\left\lfloor {\frac {k}{11}}\right\rfloor \mod 11}
| k   | h(k) | h'(k) |
| --- | ---- | ----- |
| 20  | 9    | 1     |
| 50  | 6    | 4     |
| 53  | 9    | 4     |
| 75  | 9    | 6     |
| 100 | 1    | 9     |
| 67  | 1    | 6     |
| 105 | 6    | 9     |
| 3   | 3    | 0     |
| 36  | 3    | 3     |
| 39  | 6    | 3     |

Колоне у следеће две табеле приказују стање хеш табела након пто су убачени елементи..
| 1. табела за h(k) | 1. табела за h(k) | 1. табела за h(k) | 1. табела за h(k) | 1. табела за h(k) | 1. табела за h(k) | 1. табела за h(k) | 1. табела за h(k) | 1. табела за h(k) | 1. табела за h(k) | 1. табела за h(k) |
| ----------------- | ----------------- | ----------------- | ----------------- | ----------------- | ----------------- | ----------------- | ----------------- | ----------------- | ----------------- | ----------------- |
|                   | 20                | 50                | 53                | 75                | 100               | 67                | 105               | 3                 | 36                | 39                |
| 0                 |                   |                   |                   |                   |                   |                   |                   |                   |                   |                   |
| 1                 |                   |                   |                   |                   | 100               | 67                | 67                | 67                | 67                | 100               |
| 2                 |                   |                   |                   |                   |                   |                   |                   |                   |                   |                   |
| 3                 |                   |                   |                   |                   |                   |                   |                   | 3                 | 3                 | 36                |
| 4                 |                   |                   |                   |                   |                   |                   |                   |                   |                   |                   |
| 5                 |                   |                   |                   |                   |                   |                   |                   |                   |                   |                   |
| 6                 |                   | 50                | 50                | 50                | 50                | 50                | 105               | 105               | 105               | 50                |
| 7                 |                   |                   |                   |                   |                   |                   |                   |                   |                   |                   |
| 8                 |                   |                   |                   |                   |                   |                   |                   |                   |                   |                   |
| 9                 | 20                | 20                | 20                | 20                | 20                | 20                | 53                | 53                | 53                | 75                |
| 10                |                   |                   |                   |                   |                   |                   |                   |                   |                   |                   |

| 2. табела за h'(k) | 2. табела за h'(k) | 2. табела за h'(k) | 2. табела за h'(k) | 2. табела за h'(k) | 2. табела за h'(k) | 2. табела за h'(k) | 2. табела за h'(k) | 2. табела за h'(k) | 2. табела за h'(k) | 2. табела за h'(k) |
| ------------------ | ------------------ | ------------------ | ------------------ | ------------------ | ------------------ | ------------------ | ------------------ | ------------------ | ------------------ | ------------------ |
|                    | 20                 | 50                 | 53                 | 75                 | 100                | 67                 | 105                | 3                  | 36                 | 39                 |
| 0                  |                    |                    |                    |                    |                    |                    |                    |                    |                    | 3                  |
| 1                  |                    |                    |                    |                    |                    |                    | 20                 | 20                 | 20                 | 20                 |
| 2                  |                    |                    |                    |                    |                    |                    |                    |                    |                    |                    |
| 3                  |                    |                    |                    |                    |                    |                    |                    |                    | 36                 | 39                 |
| 4                  |                    |                    | 53                 | 53                 | 53                 | 53                 | 50                 | 50                 | 50                 | 53                 |
| 5                  |                    |                    |                    |                    |                    |                    |                    |                    |                    |                    |
| 6                  |                    |                    |                    | 75                 | 75                 | 75                 | 75                 | 75                 | 75                 | 67                 |
| 7                  |                    |                    |                    |                    |                    |                    |                    |                    |                    |                    |
| 8                  |                    |                    |                    |                    |                    |                    |                    |                    |                    |                    |
| 9                  |                    |                    |                    |                    |                    | 100                | 100                | 100                | 100                | 105                |
| 10                 |                    |                    |                    |                    |                    |                    |                    |                    |                    |                    |

### Циклус
Уколико желите да убаците елемент 6, улазите у цилус. У последњем реду табеле налазимо исту иницијалну ситуацију, као што је била на почетку.
{\displaystyle h\left(6\right)=6\mod 11=6}

{\displaystyle h'\left(6\right)=\left\lfloor {\frac {6}{11}}\right\rfloor \mod 11=0}

| подразумевани кључ | табела 1       | табела 1      | табела 2       | табела 2      |
|                    | стара вредност | нова вредност | стара вредност | нова вредност |
| 6                  | 50             | 6             | 53             | 50            |
| 53                 | 75             | 53            | 67             | 75            |
| 67                 | 100            | 67            | 105            | 100           |
| 105                | 6              | 105           | 3              | 6             |
| 3                  | 36             | 3             | 39             | 36            |
| 39                 | 105            | 39            | 100            | 105           |
| 100                | 67             | 100           | 75             | 67            |
| 75                 | 53             | 75            | 50             | 53            |
| 50                 | 39             | 50            | 36             | 39            |
| 36                 | 3              | 36            | 6              | 3             |
| 6                  | 50             | 6             | 53             | 50            |

## Генерализација и примене
Генерализације о кукавичком хеширању које користе више од две алтернативне хеш функције може се очекивати да искористи ефективно већи део простора хеш табеле док жртвује неку брзину претраге и уметања. Коришћењем само три хеш функције повећава оптерећење на 91%. Друга генерализација кукавичког хешинга се састоји у коришћењу више од једног кључа по кофи. Користећи само два кључа по кофи дозвољава фактор оптерећења изнад 80%.
Други алгоритми који користе вишеструке хеш функције укључују Блумов Филтер. Кукавичји хешинг може да се користи за имплементацију структуре података еквивалентно Блумовом Филтеру. Поједностављена генерализација кукавичког хеширања звани „искривљени - асоцијативног“ кеш се користи у некој процесорској меморији.
Студија Зуковског и сарадника, показале је да је кукавичји хешинг је много бржи него ланчани хешинг за мале хеш табеле на модернисм процесорима смештеним у кешу.
Кенет Рос(енгл. Kenet Ross) је показао да буцкетизед верзије кукавичког хеширања (варијанте које користе кофе које садрже више од једног кључа) бржи од конвенционалних метода који важи исто и за велике хеш табеле, када је искоришћеност простора велика. Перформансе буцкетизед кукавичји хеш табеле је даље истраживао Аскитис, са својим перформансама у поређењу против алтернативних Хесинг шема.
Истраживање по Миценмахеру представља отворене проблеме везане за Кукавичко хеширање од 2009 године.

### Примери
- Concurrent high-performance Cuckoo hashtable written in C++
- Cuckoo hash map written in C++
- Static cuckoo hashtable generator for C/C++
- Cuckoo hash table written in Haskell